# La Cornue
Pour les articles homonymes, voir Cornue.
La Cornue est une entreprise française de fours et de cuisinières, fondée en 1908 par Albert Dupuy, herboriste et parfumeur parisien. La Cornue, « Entreprise du patrimoine vivant », produit principalement trois gammes : « Château », « CornuFé » et « CornuChef » et de multiples réalisation sur mesure, la plupart vendues à l'étranger.

## Historique
Albert Dupuy fonde à Courbevoie La Cornue afin de créer des fours utilisant un nouveau type de gaz naturel utilisé à Paris. En profitant de la circulation de l’air chaud à l’intérieur du four, le « four-voûte », il peut ainsi créer un four beaucoup plus efficace que les autres à l’époque. Il s'inspire pour la forme du métro parisien,. Le nom de l'entreprise reste l'héritage de la cornue utilisée en herboristerie. Le premier four, portatif, s’appelle « Rôtisseuse-Pâtissière La Cornue à gaz »,.
Dans les années 1950, André Dupuy succède à Albert Dupuy et l'entreprise se modernise. La gamme « 5 Étoiles » est également introduite vers cette époque. La décennie suivante voit l'apparition du modèle « Châtelaine » inspiré des cuisinières traditionnelles : l'entreprise entre dans le domaine du luxe.
La Cornue se modernise encore lorsque Xavier Dupuy prend la tête de l'entreprise en 1985, tout en restant une petite entreprise dont les deux-tiers des employés occupent l'atelier. Elle s'installe, cette année là, à Saint-Ouen-l'Aumône sur un site de 2200 m²,. Dans les années 2000, La Cornue devient « Entreprise du patrimoine vivant »,.
En 2015, Middleby Corporation achète AGA Rangemaster Group (en) propriétaire de La Cornue,.
L'entreprise réalise 25 millions d'euros de chiffre d'affaires en 2021, en nette progression depuis les confinements liés à la pandémie de Covid-19, période qui voit son chiffre augmenter de pratiquement un quart,.
Édouard Laclavière, anciennement chez L'Oréal, devient directeur général de l'entreprise fin 2023,. Vers la même période, La Cornue commercialise sa première cuisinière entièrement électrique, de dimension plus réduite que ses produits traditionnels, la « Castel 60 » avec un prix de départ de l'ordre de 20 000 euros. L'entreprise compte alors 67 employés.

## Produits
L'entreprise reste avant tout reconnue pour ses luxueux fourneaux de grande taille. Elle produit principalement trois gammes de fours : « Château », « CornuFé » et « CornuChef ». Elle fabrique sur mesure avec plusieurs dizaines de milliers de combinaisons possibles nécessitant une centaine d'heure de main d’œuvre pour la fabrication, une grande partie étant réalisée manuellement, ; approximativement quatre produits « sur commande » sont fabriqués quotidiennement pour un total d'environ 600 pièces sur mesure livrées chaque année.
Les modèles « Château » est le haut de gamme, alors que « Cornufé », gamme créée en 2004, reste plus abordable mais n'est pas fabriquée en France, ; cette dernière reste la meilleure vente en terme d'unité. Jean-Michel Wilmotte dessine depuis 2012 les produits « La Cornue W » composée d'un four, d'une table induction, d'une hotte, ainsi que des meubles,. Quelques années après, le designer Ferris Rafauli dessine le « Château suprême », un piano vendu à un prix de base hors options de 200 000 euros tandis que Élise Fouin créée une ligne de meubles.
Dans les années 2010 à 2020, les trois-quarts de chiffre d'affaires sont réalisés à l'étranger dont notablement aux États-Unis mais également des dizaines d'autres pays,. Années après années, la part réalisée à l'étranger progresse pour atteindre 90 % ; des shows-room sont ouverts à Sydney ou à Chicago,.